# Phanerozoikum
Phanerozoikum (græsk: phaneros, dansk: ~ klar/tydelig og zoon, dansk: ~ dyr; "de synlige dyrs tidsalder") også stavet Fanerozoikum eller Fanærozoikum, er den geologiske æon, hvor det rigeste dyreliv har eksisteret. Aflejringer fra Phanerozoikum vrimler med makrofossiler, mens livet i Prækambrium var mikroskopisk eller sjældent blev fossiliseret, da de var for bløde.
Phanerozoikum dækker fra 542 millioner siden, hvor diverse hårdskallede dyr først dukkede op og til i dag og omfatter dermed "kun" 1/9 af Jordens historie. Den præcise, tidsmæssige overgang mellem Prækambrium og Phanerozoikum er defineret ved trilobitters første opståen. Phanerozoikum er delt i 3 æraer; Palæozoikum, Mesozoikum og Kænozoikum.
Begyndelsen af Phanerozoikum; Palæozoikum og Kambrium for 542 millioner år siden startede med svampe og ormelignende dyr og havde en eksplosion af flercellede dyr, og ca. halvdelen af mange nutidige dyrerækker dukker op, heriblandt de første chordata (rygstrengsdyr). Senere evolution af disse rækker i diverse former; opdukken af landplanter; udviklingen af komplekse planter; evolutionen af fisk; opdukken af terrestiske dyr og udviklingen af den moderne fauna i nutiden.
Igennem æonen Phanerozoikum driver kontinenterne omkring og samler sig senere i superkontinentet Pangæa og deler sig herefter for ca. 200 millioner år siden i de nu kendte 5–7 kontinentale landmasser.